# United Nations Angola Verification Mission II
Die United Nations Angola Verification Mission II (UNAVEM II) war nach UNAVEM I die zweite von drei aufeinanderfolgenden Friedensmissionen der Vereinten Nationen in Angola. Ihr folgte UNAVEM III.

## Ausgangssituation
Nachdem alle fremden Truppen aus Angola erfolgreich zurückgezogen waren, sah alle Welt eine Chance, die gesamte Region prinzipiell zu befrieden. Daraus gewann zunächst Namibia seine Unabhängigkeit und dann konnten die angolanischen Bürgerkriegsparteien MPLA und UNITA trotz des Scheiterns am 1. Mai 1991 in Estoril  in Portugal dazu bewogen werden, am 31. Mai 1991 in Lissabon in Portugal Friedensverträge (Acordos de Paz para Angola bzw. auch Bicesse Accords oder Peace Accords for Angola genannt) zu unterzeichnen. Diese Verträge beinhalteten vier Vereinbarungen: einen Waffenstillstand, Grundprinzipien des Friedens für Angola, Lösungsvorschläge für ungelöste Fragen zwischen MPLA und UNITA sowie das Protokoll von Estoril.

## Entwicklung
UNAVEM II wurde am 30. Mai 1991 durch die UN-Resolution 696 ins Leben gerufen, um die Vereinbarungen der beiden Bürgerkriegsparteien MPLA und UNITA zu verifizieren und die angolanische Polizei während des Waffenstillstandes zu beobachten. Am 24. März 1992 wurde das Mandat der UNAVEM II durch die UN-Resolution 747 um die Beobachtung und Verifikation von Parlaments- und Präsidentenwahlen erweitert.
Nach dem erneuten Aufflammen der Kämpfe im Oktober 1992 wurde das Mandat von UNAVEM II durch die UN-Resolutionen 804 (20. Januar 1993), 811 (12. März 1993) und 834 (1. Juni 1993) wiederholt der neuen Lage angepasst, um MPLA und UNITA zu neuen Verhandlungen zu bewegen sowie einen Waffenstillstand auf nationaler oder lokaler Ebene herzuleiten.
Am 20. November 1994 unterzeichneten die MPLA und UNITA das Lusaka-Protokoll; der UN-Sicherheitsrat seinerseits verabschiedete die UN-Resolutionen 952 (27. Oktober 1994) und 966 (8. Dezember 1994) und ermächtigte UNAVEM II, die erreichten Vereinbarungen und die des Friedensabkommens zu verifizieren.
Im Februar 1995 rief der VN-Sicherheitsrat UNAVEM III ins Leben.

## Beteiligte Mitgliedsstaaten
Ägypten, Algerien, Argentinien, Brasilien, Guinea-Bissau, Indien, Irland, Jordanien, Jugoslawien, Kanada, Kolumbien, Kongo, Malaysia, Marokko, Niederlande, Neuseeland, Nigeria, Norwegen, Schweden, Senegal, Simbabwe, Singapur, Spanien, Tschechoslowakei (ab Januar 1993 Slowakei) und Ungarn